# Kościół Świętych Apostołów Piotra i Pawła w Bydgoszczy

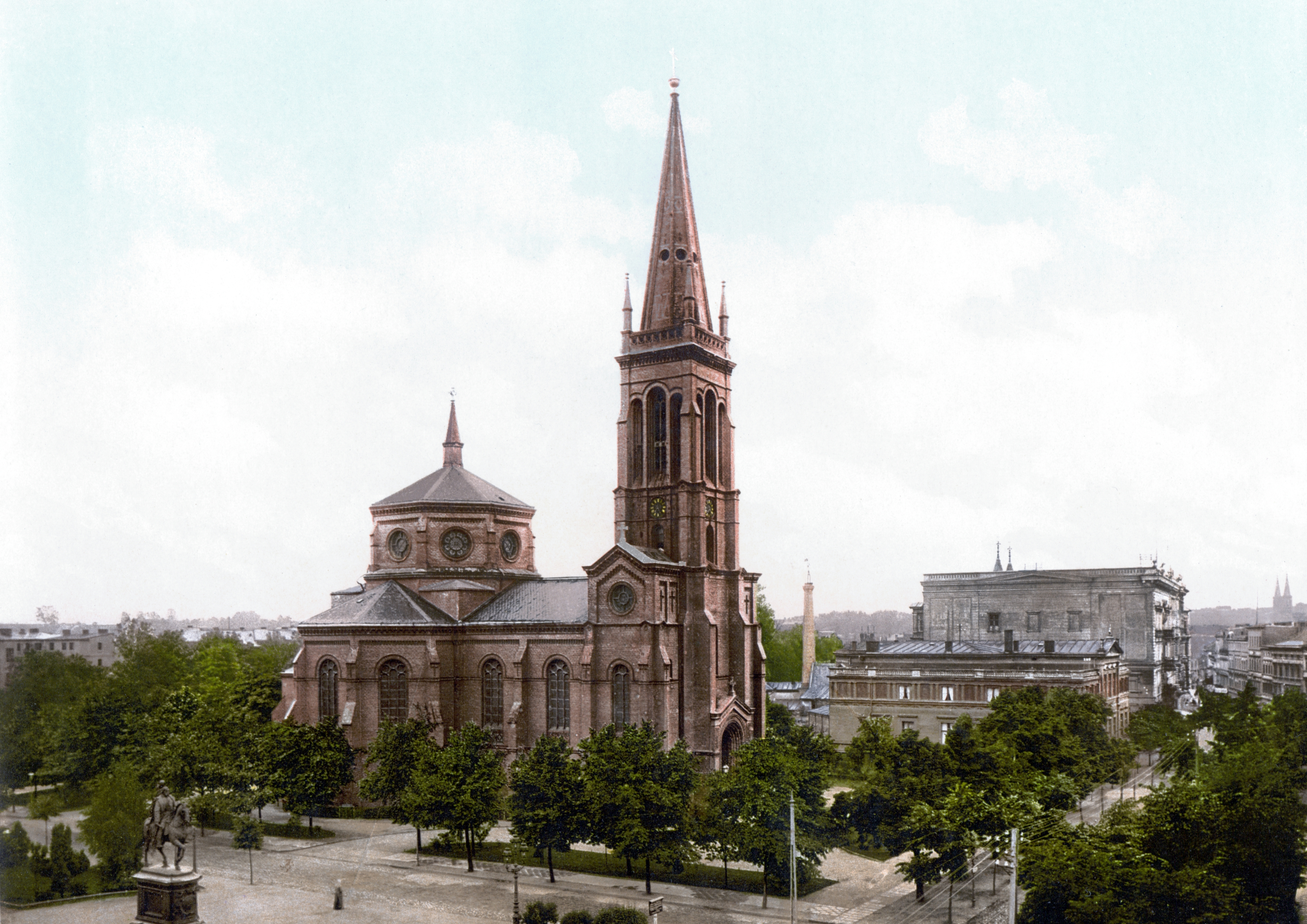
Kościół na Placu Wolności w 1900 roku

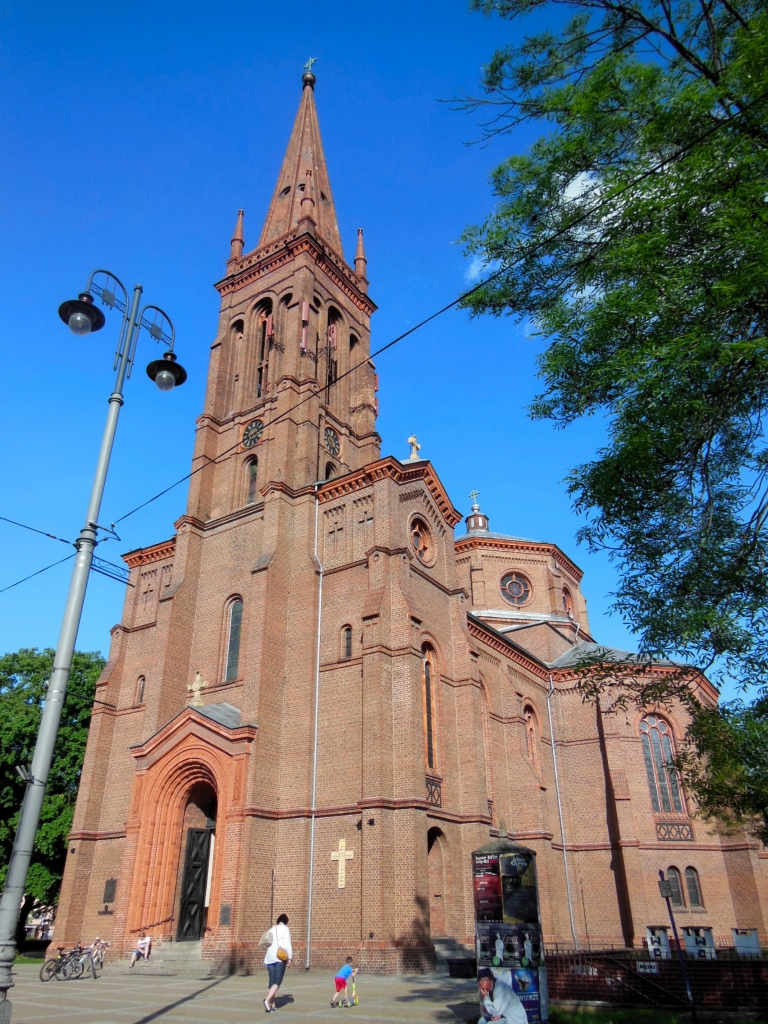
Front kościoła od ul. Gdańskiej

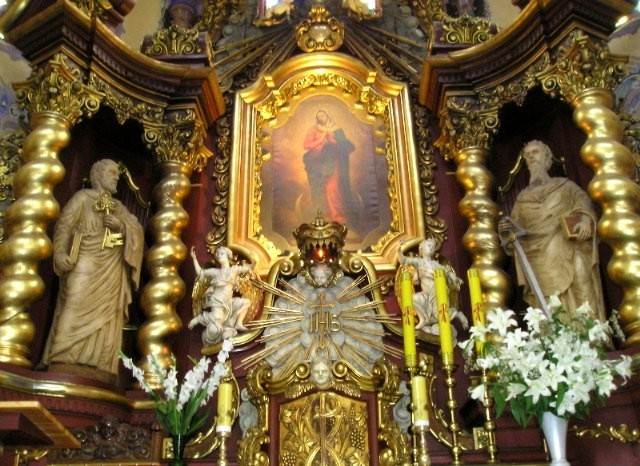
Ołtarz główny z obrazem Maksymiliana Piotrowskiego

Kościół Świętych Apostołów Piotra i Pawła w Bydgoszczy – kościół położony w Bydgoszczy przy Placu Wolności, którego patronami są św. Piotr i św. Paweł.

## Historia
Kościół zbudowano w latach 1872–1878 według projektu architekta Fryderyka W. Adlera z przeznaczeniem na zbór ewangelicki pod wezwaniem św. Pawła. Pracami budowlanymi kierował miejski radca budowlany Heinrich Grüder. Profilowane cegły i terakotę do wystroju elewacji frontowej sprowadzono z Charlottenburga. Prezbiterium i zakrystię zdobiły witraże ufundowane przez cesarza Wilhelma I wykonane przez Cesarski Instytut Witrażowy w Berlinie. Kościół otrzymał również ogrzewanie podłogowe (z umieszczonym pod prezbiterium kotłem gazowym, dwiema nagrzewnicami oraz kanałami rozprowadzającymi ciepło) oraz oświetlenie składające się z ok. 200 lamp gazowych. Świątynia otrzymała organy, wyprodukowane w znanej firmie Wilhelma Sauera z Frankfurtu nad Odrą.
Do 1945 był on miejscem liturgii obrządku ewangelicko-augsburskiego. 3 września 1939 podczas bydgoskiej „Krwawej Niedzieli” z jego wieży strzelali dywersanci niemieccy do wycofujących się oddziałów Wojska Polskiego. Kościół został poważnie uszkodzony w okresie działań wojennych, zarówno w 1939, w czasie niemieckiej dywersji, jak i w 1945, w okresie wyzwalania miasta.
Dnia 2 lutego 1945 nastąpiło przejęcie kościoła przez kościół katolicki i jego poświęcenie przez ks. Jana Konopczyńskiego (dzień święta Ofiarowania Pańskiego (Matki Bożej Gromnicznej). Służył on wtedy jako kościół pomocniczo-szkolny i był administrowany przez parafię Najświętszego Serca Pana Jezusa. Dekretem z 24 sierpnia 1946 podpisanym przez kard. Augusta Hlonda została erygowana, a z dniem 1 października rozpoczęła działalność parafia pw. św. Apostołów Piotra i Pawła.
W czasach stalinizmu niewiele brakowało, aby świątynia została rozebrana, podobnie jak Teatr Miejski. Pretekstem dla władz było uszkodzenie wskutek działań wojennych w roku 1945. Pociski artyleryjskie przebiły strop u fasady kościoła, zdemolowały organy oraz naruszyły wieżę. Tymczasowa Rada Miejska Bydgoszczy 19 kwietnia 1945 podjęła uchwałę o likwidacji obiektu i jego zburzeniu. Wobec stanowczego sprzeciwu społecznego, władza miejska zasugerowała przekazanie świątyni dla potrzeb Kościoła Garnizonowego, co ułatwiłoby zamiar (w uzgodnieniu z władzami wojskowymi) jej zburzenia. Dopiero w czerwcu 1947 zamiaru zaniechano, bowiem udało się ujawnić tajny plan, że na miejscu wyburzonego kościoła miał stanąć pomnik Józefa Stalina. Do rozbiórki nie doszło dzięki zdecydowanej postawie parafian, proboszcza Stanisława Wiśniewskiego oraz pełnemu poparciu hierarchii kościelnej. Całkowity remont organów, naprawa okien i uszkodzonych witraży oraz okaleczeń ścian nastąpiły w październiku 1947 dzięki zbiórkom pieniężnym.
Przystosowanie wnętrza kościoła dla potrzeb parafialnych nastąpiło w latach 1949–1957, a uzupełnienie wyposażenia w latach 1966–1967. Wielki ołtarz wykonano według projektu artysty rzeźbiarza Sylwestra Fryski. Umieszczono w nim „Madonnę Niepokalanego Poczęcia NMP” pędzla M.A. Piotrowskiego z ok. 1854, który pochodzi z dawnego kościoła pojezuickiego zburzonego przez hitlerowców w 1940. W 1957 kościół otrzymał bogatą polichromię, a w 1966 umieszczono w ołtarzu ofiarnym obraz „Wieczerzy Pańskiej” oraz figury św. Piotra i Pawła, dzieła artystów rzeźbiarzy Mikulskiego i Mrówczyńskiego. W latach 90. XX w. przeprowadzono remont generalny wieży oraz umieszczono w niej witraże.
W 2014 przeprowadzono prace konserwatorskie witraży znajdujących się w kopule kościoła, których stan zagrażał już bezpieczeństwu dookoła świątyni. Podobne prace wykonano wcześniej przy witrażach ponad chórem muzycznym, witrażach w wieży oraz oknach witrażowych na poziomie przyziemia.
8 marca 2018 wichura spowodowała zerwanie części elementów blaszanego pokrycia dachu. W rezultacie, w końcu 2019, podjęto prace nad przywróceniem pierwotnego pokrycia dachu, tj. zastąpienia ocynkowanej blachy dachówką. Ponadto w 2019 uzyskano dotacje na prace konserwatorskie ambony i balasek przy prezbiterium.

## Architektura
Kościół zbudowany został zewnętrznie w stylu eklektycznego neogotyku z elementami romanizującymi, natomiast wyposażenie wnętrza jest neobarokowe. Jest najbardziej złożoną architektonicznie świątynią neośredniowieczną w Bydgoszczy. Obiekt założono na planie krzyża łacińskiego, z rozbudowaną częścią wschodnią i wysoką wieżą od zachodu. Korpus świątyni jest jednonawowy z transeptem, o ramionach zamkniętych trójbocznie, z analogicznie zamkniętym prezbiterium. Wnętrze świątyni mieści 2500 osób.
Charakterystyczną cechą architektoniczną kościoła jest kopuła na ośmiobocznym tamburze. Wieża zwieńczona iglicą z portalem klasycyzująco-neoromańskim (iglicą z krzyżem na kuli). Na wieży umieszczono trzy dzwony, z których do dziś zachował się jeden, odlany w 1876 roku. Kościół jest oszkarpowany, elewacje zdobione są ceglanymi fryzami i gzymsami, a otwory okienne zamknięte półkoliście. W przyziemiu wieży znajduje się kruchta z bogato zdobionym, uskokowym portalem. W ramionach transeptu i zachodnim przęśle nawy znajduje się rozległy chór.
Wewnątrz świątyni znajdują się sklepienia krzyżowo-żebrowe, a na skrzyżowaniu nawy i transeptu kopulaste. Na łuku tęczowym zachowany napis Siehe, ich bin bei Euch alle tage bis an der Welt Ende Mat. (pol. Będę z Wami przez wszystkie dni aż do skończenia świata. Mt). Warto zwrócić uwagę na wysokiej klasy ceramiczne detale elewacji, co dotyczy generalnie pruskich reprezentacyjnych budynków sakralnych i municypalnych wzniesionych w Bydgoszczy w II połowie XIX i na początku XX wieku.

## Wyposażenie

### Ołtarz
W neobarokowym ołtarzu głównym znajdują się:
- obraz Najświętszej Marii Panny z 1854 r. autorstwa miejscowego malarza Maksymiliana Piotrowskiego
- rzeźby śś. Piotra i Pawła.

Ołtarz ten został wyrzeźbiony w 1957 roku przez bydgoskiego rzeźbiarza Sylwestra Fryskę.

### Organy
W kościele mieszczą się 42-głosowe organy zbudowane przez Wilhelma Sauera z Frankfurtu nad Odrą w 1877 r. 16 października 2007 r. instrument wraz z całym wyposażeniem kościoła został wpisany do rejestru zabytków województwa kujawsko-pomorskiego.

### Polichromie
W świątyni znajduje się bogato zdobiona polichromia wykonana w 1957 r. przez artystów malarzy Władysława Drapiewskiego z Pelplina i Leona Drapniewskiego z Poznania.

## Galeria

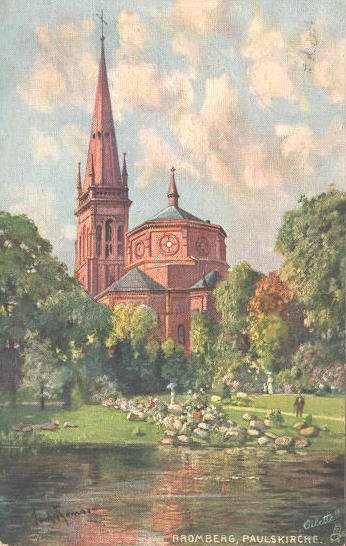
Na starej pocztówce
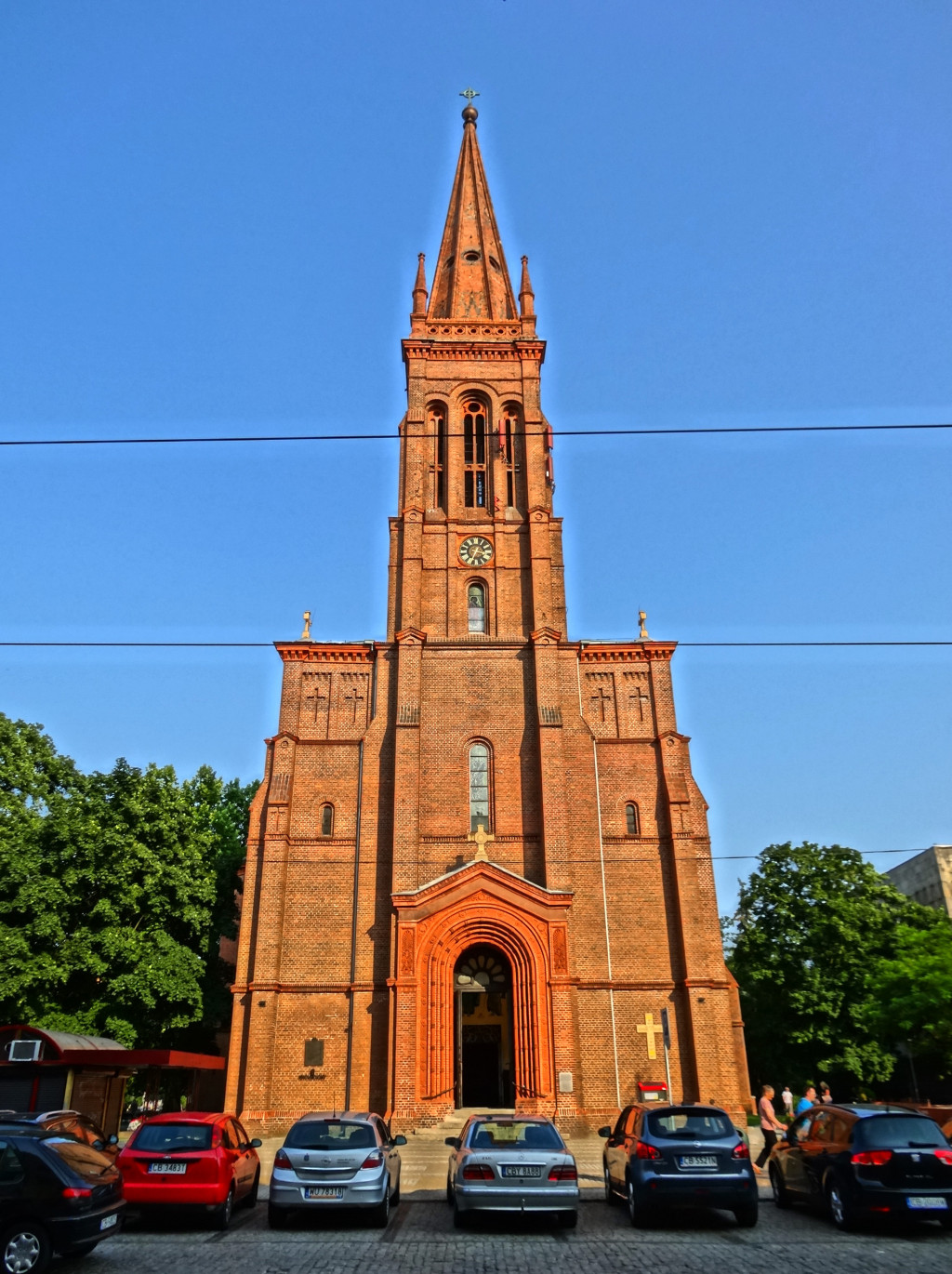
Front od ul. Gdańskiej
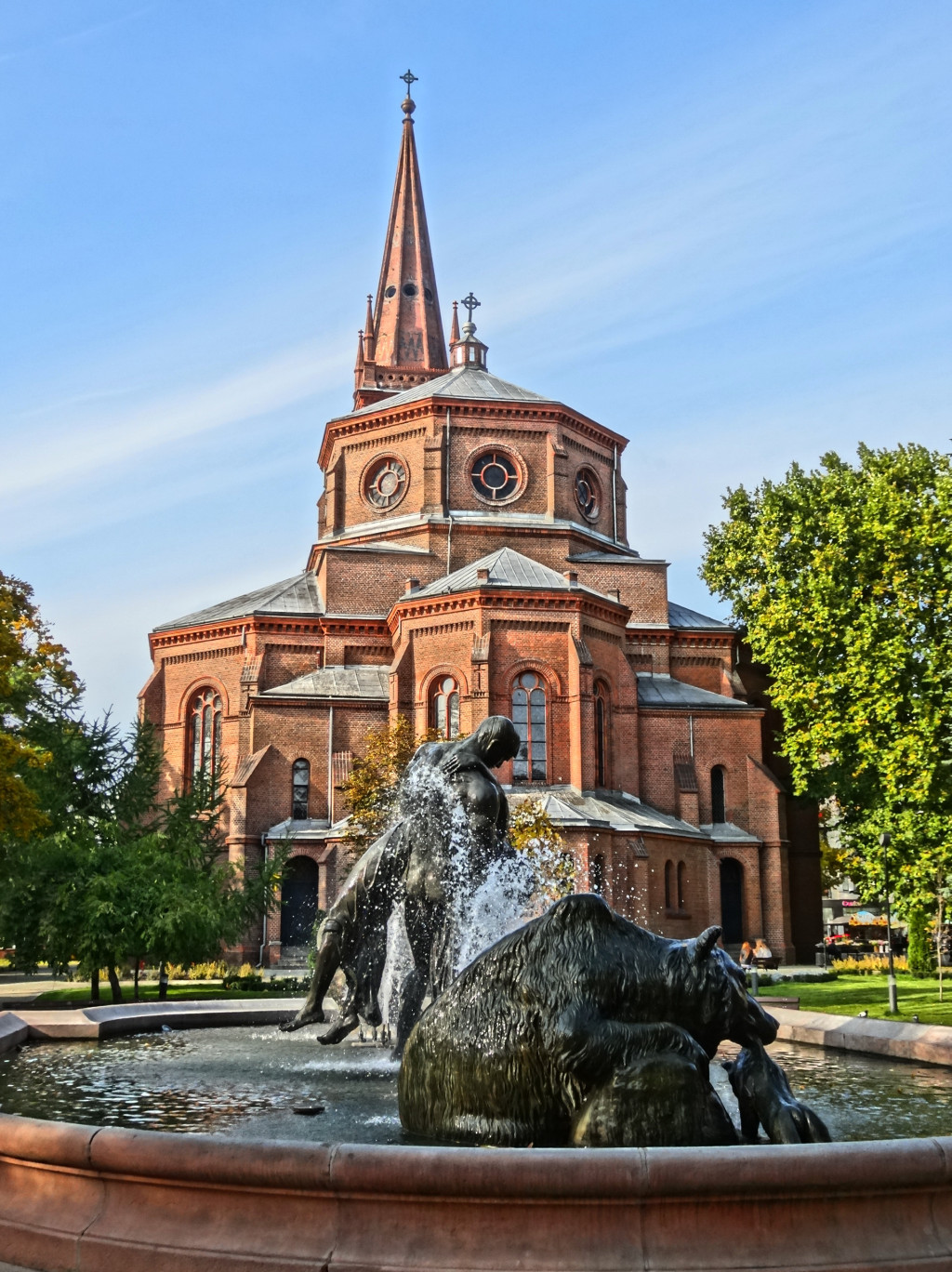
Tył z Fontanną Potop
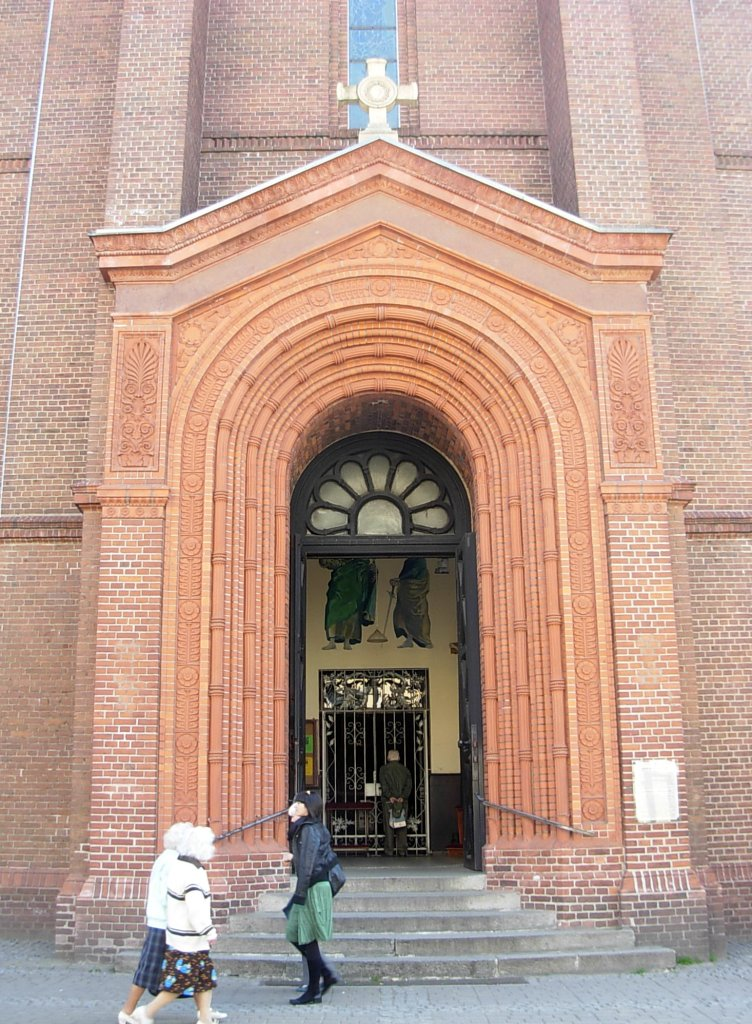
Portal
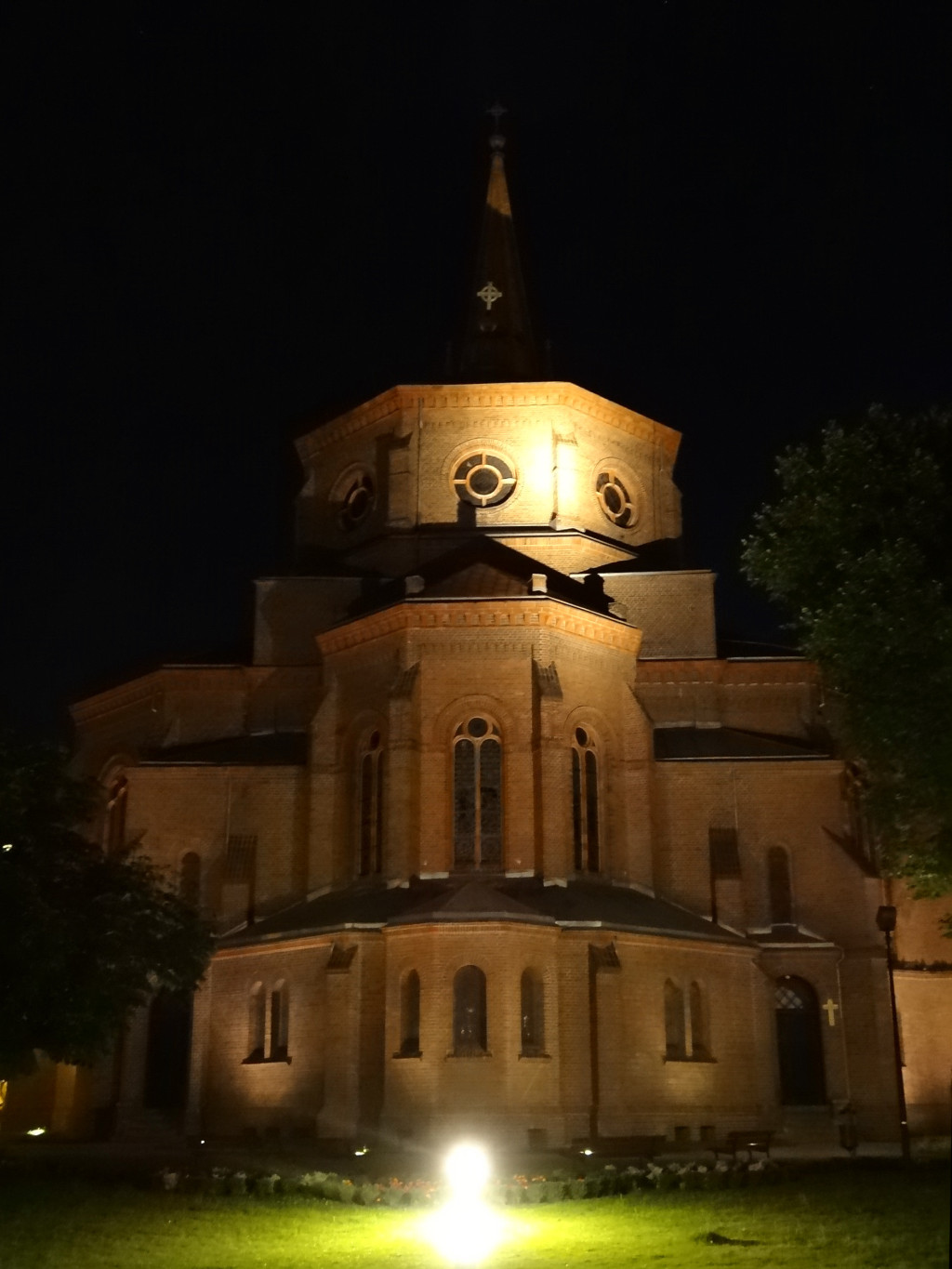
Nocą
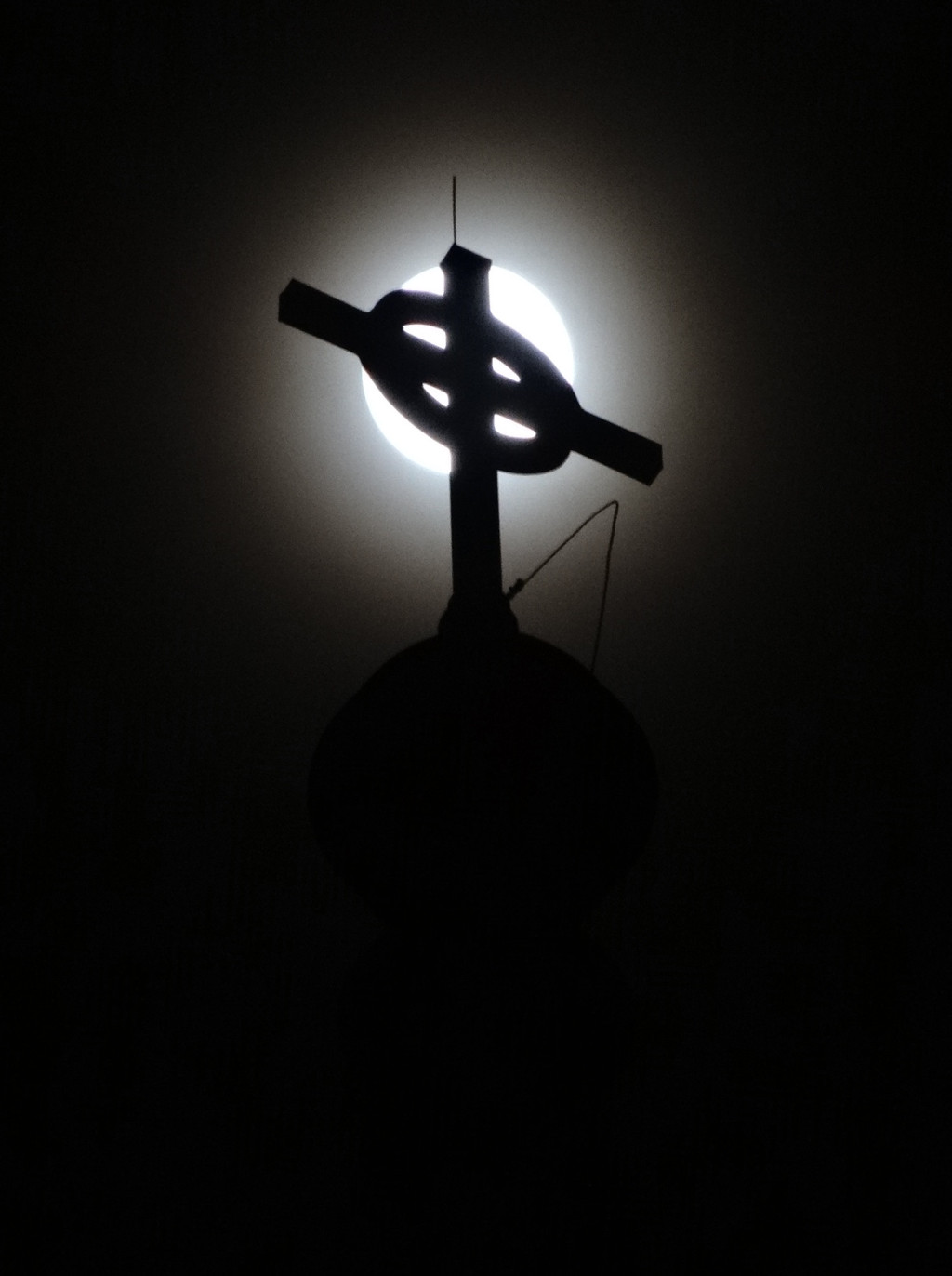
Krzyż wieńczący wieżę
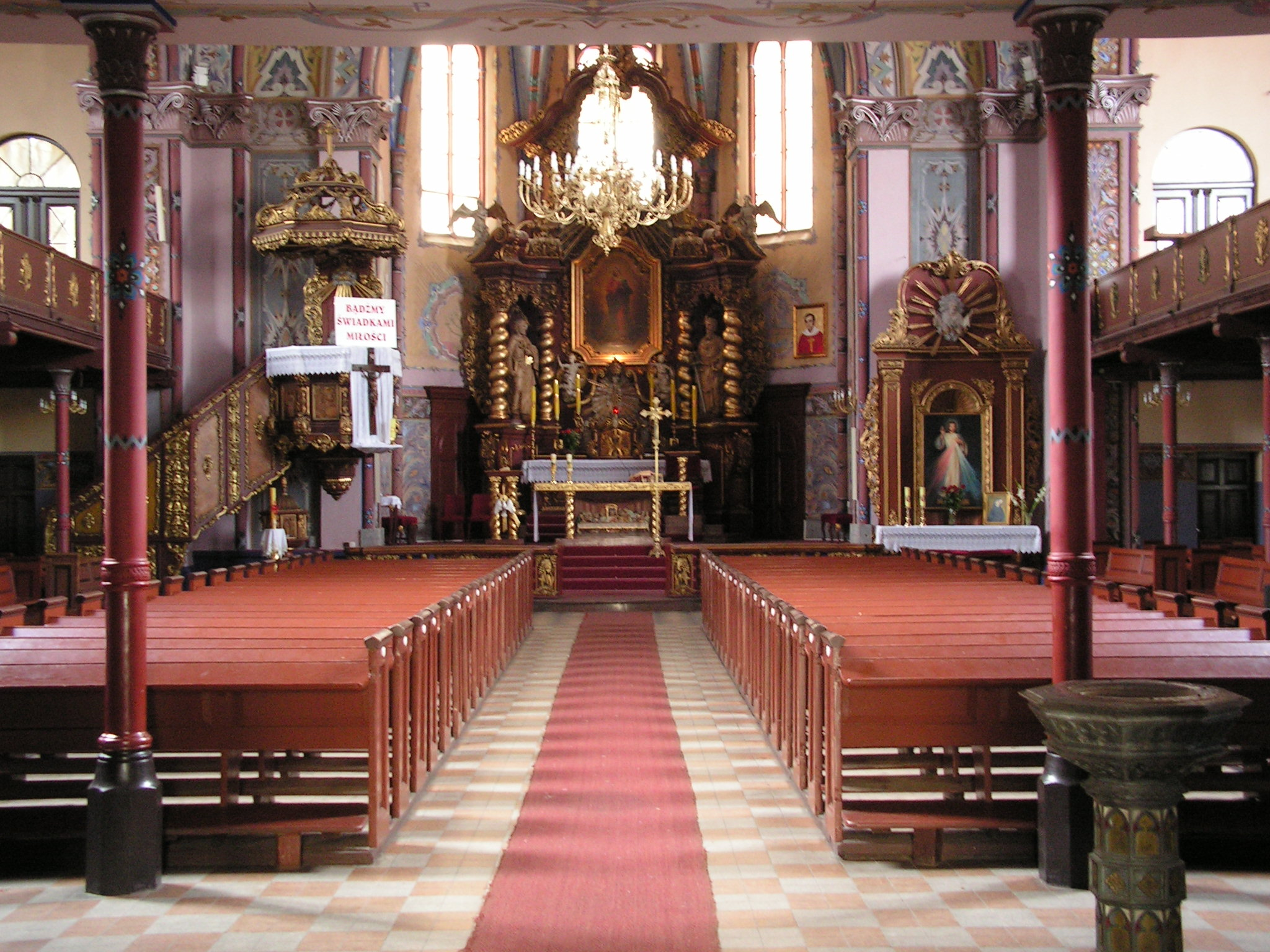
Wnętrze
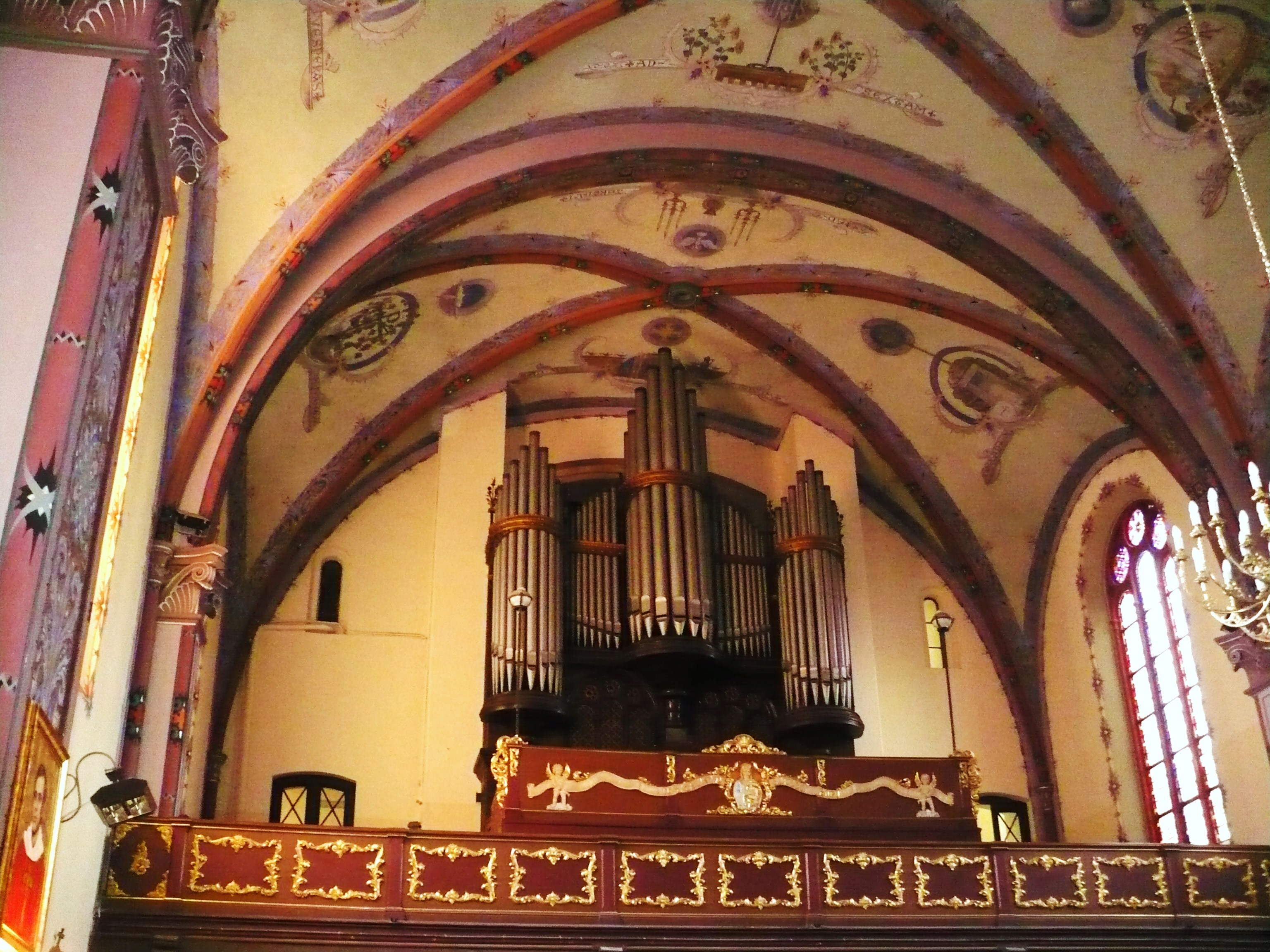
Empora, organy
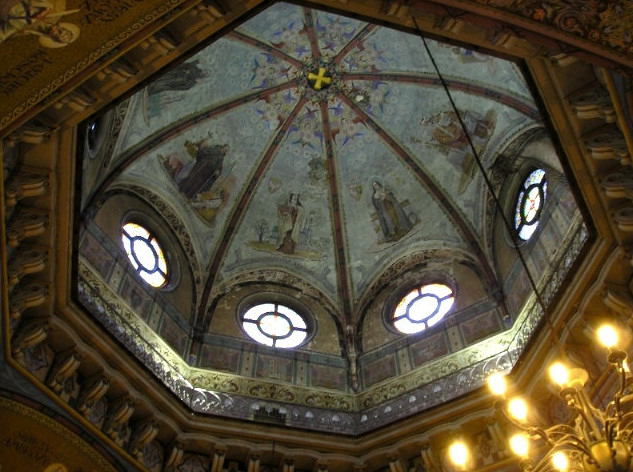
Kopuła
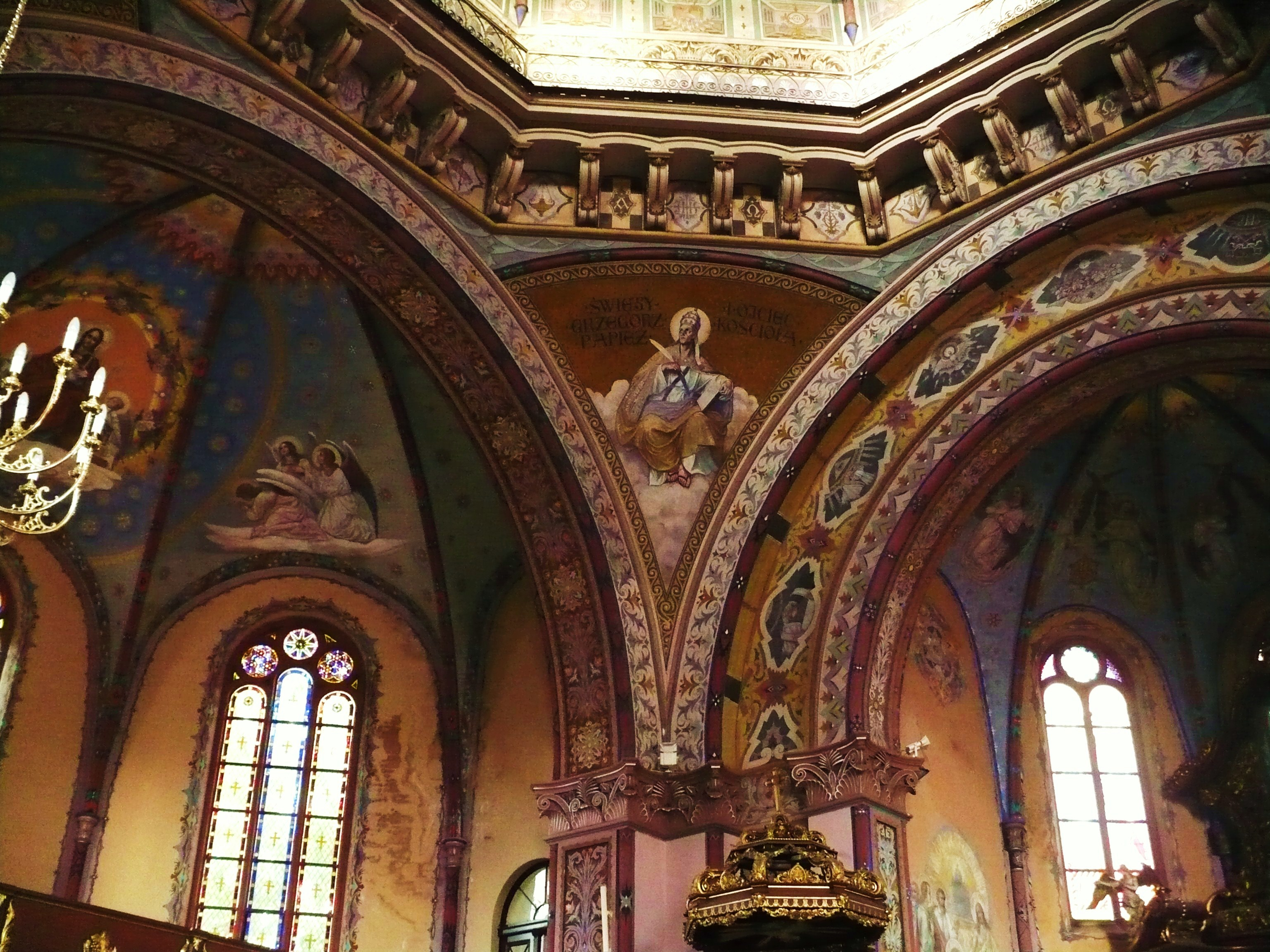
Polichromie